# San José de Maipo

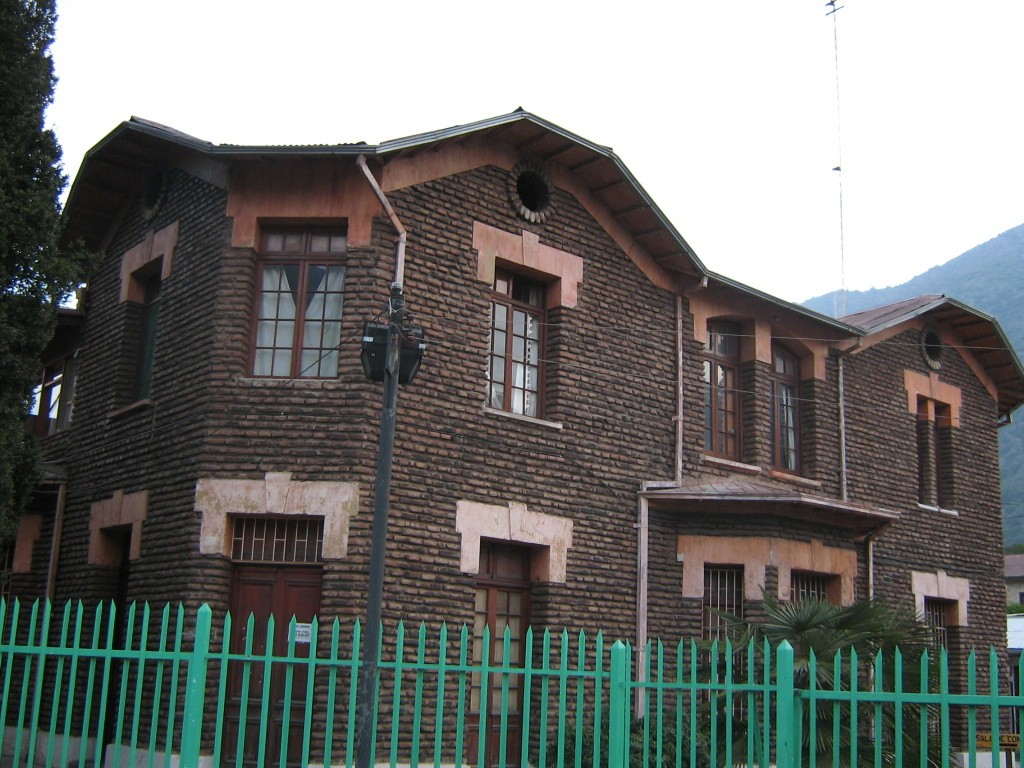
Rathaus an der Plaza de Armas.
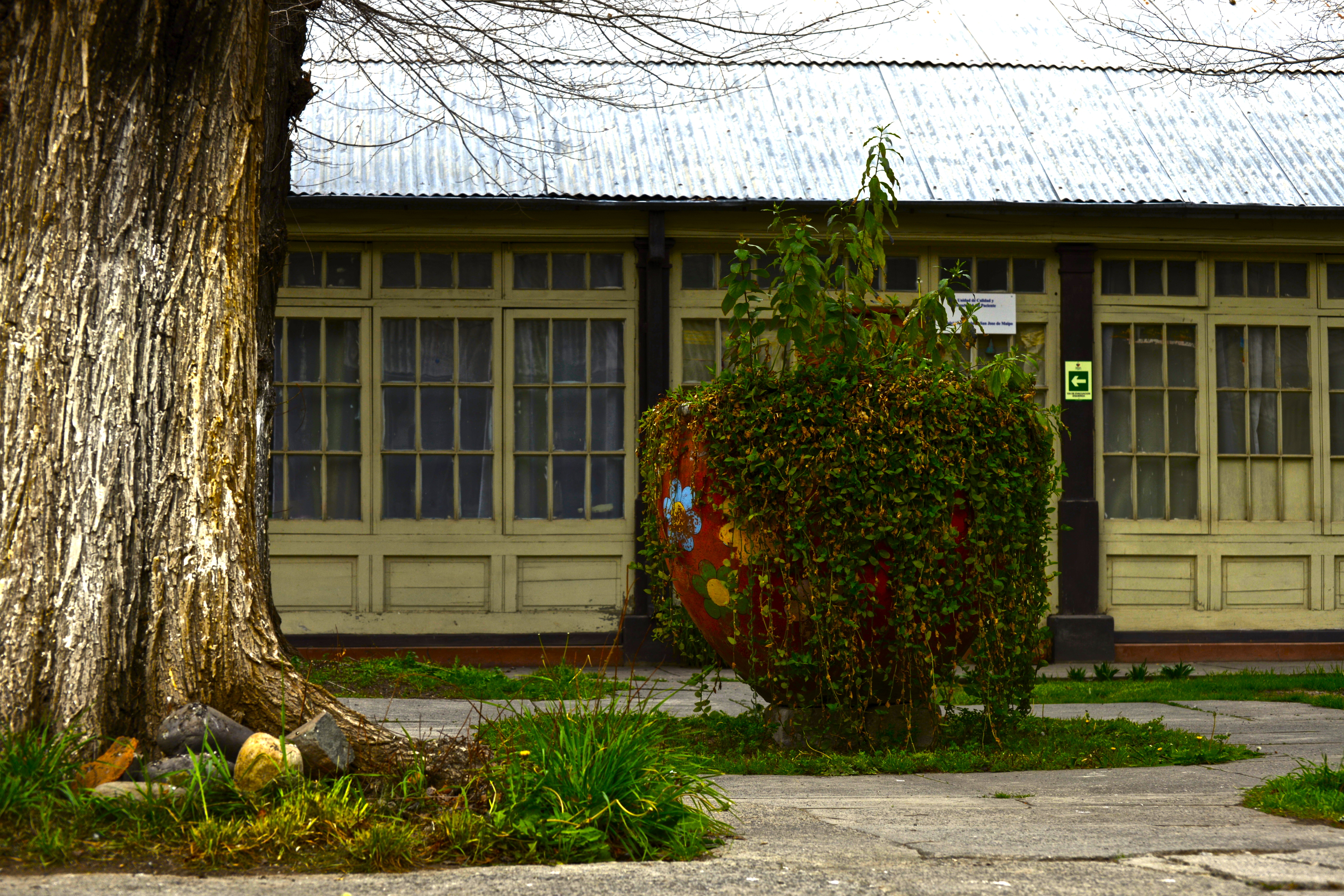
Ehemaliges Sanatorium Laennec Lehmziegelhaus 1894–1896 erbaut, zunächst Hotel für Erholungsuchende, ab 1920 Sanatorium, 1926 mit Erweiterungsbau ergänzt, heute Verwaltung des kommunalen Krankenhauses.
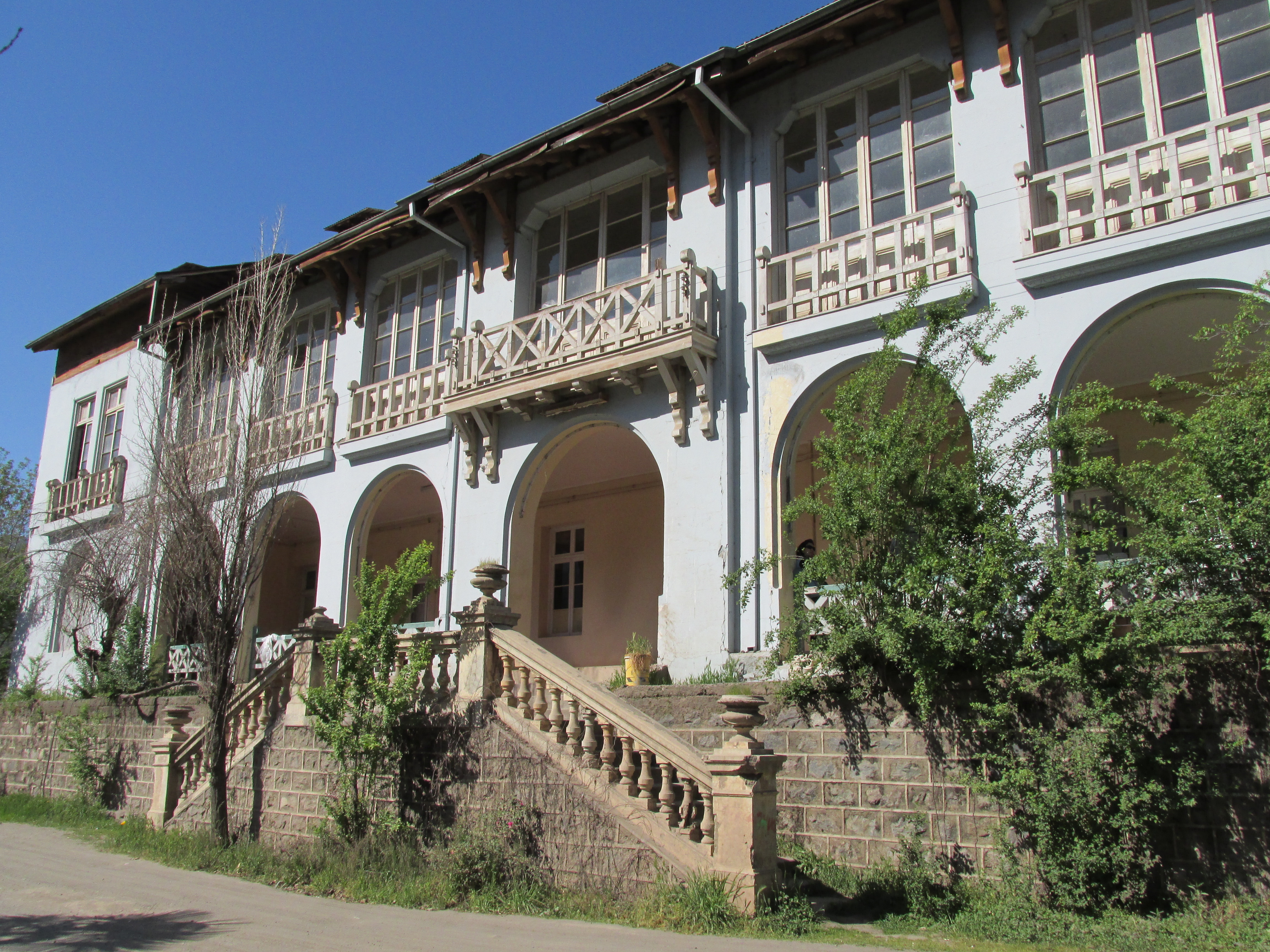
Casa de Salud de Mujeres Carolina Doursther. 1870 erbaut als privater Erholungsort. 1911 gestiftet für die Einrichtung eines Tuberkulose-Sanatoriums, das 1919 eröffnet wurde. 1944 um ein zweites Haus erweitert, heute Teil des kommunalen Krankenhauses.

San José de Maipo ist eine Kommune in den Anden Zentral-Chiles, zwischen der Hauptstadt Santiago und der Grenze zu Argentinien gelegen. Sie hat 18.189 Einwohner, von denen 70 % in der gleichnamigen Kleinstadt leben und 30 % in zahlreichen kleineren Dörfern. Das Gemeindegebiet von fast 5000 km² umfasst das gesamte Wassereinzugsgebiet des andinen Oberlaufs des Río Maipo mit seinen Zuflüssen. 800 bis 5000 m über dem Meeresspiegel gelegen, besteht das Gebiet hauptsächlich aus Hoch- und Mittelgebirgsketten mit von den Flüssen tief eingeschnittenen Tälern. Die wichtigsten wirtschaftlichen Aktivitäten sind Bergbau, Tourismus und Viehzucht. Die Trinkwasserversorgung von Santiago und die Bewässerung eines Großteils der Región Metropolitana erfolgt mit dem Wasser, das in dieser Kommune den Flüssen Yeso und Maipo entnommen wird.
| Valparaíso |

| Rancagua |

| Santiago |

|  |

|  |

|  |

|  |

|  |

|  |

|  |

| San José de Maipo |

|  |

|  |

|  |

|  |

|  |

|  |

|  |

|  |

|  |

|  |

|  |

|  |

|  |

| Juncal |

| Tupungato |

| Tupungatito |

| Marmolejo |

|  |

| Maipo |

|  |

| Altar |

| Barroso |

| Euskadi |

## Ortsteile der Kommune
Die Kommune besteht aus zahlreichen Siedlungen, von denen die meisten auf Uferterrassen entlang des Río Maipo liegen. Es gibt 13 Ortschaften, für die im Bebauungsplan der Región Metropolitana Ortsgrenzen ausgewiesen sind. Dazu gehören La Obra, Las Vertientes, El Canelo, El Manzano, Guayacán, San José de Maipo, Lagunillas, El Melocotón, San Alfonso, El Ingenio, San Gabriel, El Volcán und Baños Morales, die hier in etwa nach zunehmender Entfernung von Santiago aufgezählt sind. Diese Orte belegen zusammen genommen eine Fläche von 12,4 km², was 0,25 % des gesamten Kommunalgebietes entspricht.

### Am Río Maipo bis nach San José

#### La Obra
La Obra (Spanisch für: Das Werk) (33° 36′ S, 70° 29′ W), rund 30 km vom Zentrum Santiagos entfernt, 800 m über dem Meer am Nordufer des Río Maipo gelegen, ist praktisch das Tor zur Kommune San José de Maipo und zum Cajón del Maipo (span. für: Maipo-Schlucht). Von der Nachbargemeinde Puente Alto her kommend führt der Camino al Volcán (span. für: Weg zum Vulkan) durch La Obra. Dieser ist die zentrale Straße der Kommune, die die meisten Ortsteile miteinander verbindet und an den Flüssen Río Maipo und Río Volcán entlang fast bis zum Vulkan San José an der Grenze zu Argentinien führt. Durchschnittlich 800 Fahrzeuge pro Stunde passieren La Obra an einem gewöhnlichen Werktag.
Die Siedlung entstand 1802 aus einem Lager für den Bau eines Bewässerungskanals, der von dort seinen Ausgang nimmt. Der Ort wird bis heute von gewerblichen Aktivitäten geprägt und ist bekannt für seine Steinmetze, die dort ihre Arbeiten an Touristen verkaufen.

#### Las Vertientes
Las Vertientes (Spanisch für: Die Hänge) (33° 35′ S, 70° 28′ W), 1 km östlich von La Obra gelegen, befindet sich auf einem Flachhang in einer ausgedehnten Schleife des Río Maipo. Der Ort ist ein Gartenviertel mit 1037 Einwohnern und damit die zweitgrößte Siedlung der Kommune. Die Siedlung entstand 1941 aus einer Parzellierung des Fundo Las Vertientes. Am Ort gibt es erste touristische Angebote. Es gibt eine Brücke über den Maipo, die eine Verbindung nach Süden zur Nachbargemeinde Pirque herstellt und zu einer Straße die am Südufer des Maipo entlang bis nach El Toyo führt. Zusammen mit La Obra gehört Las Vertientes de facto schon zum Ballungsraum Groß-Santiago.

#### El Canelo
El Canelo (Spanisch für:  Der Zimtbaum) (33° 35′ S, 70° 27′ W), rund 3 km östlich von La Obra gelegen, ist die erste Ortschaft, die nicht mehr im Einflussbereich der Metropolis liegt. Zur morgendlichen Rushhour sind dort nur noch maximal 218 Fahrzeuge pro Stunde in Richtung Santiago unterwegs. 1910 wurde eine 12 km lange Eisenbahnlinie von Puente Alto nach El Canelo fertiggestellt. Das ehemalige Bahnhofsgebäude (33° 34′ 38″ S, 70° 27′ 1″ W) ist noch erhalten.

#### El Manzano
El Manzano (Spanisch für: Der Apfelbaum) (33° 35′ S, 70° 24′ W) liegt am Río Maipo zwischen den Mündungen des Estero El Manzano und des Río Colorado. Er ist der ausgedehnteste und am schnellsten wachsende Ortsteil von San José de Maipo. Im historischen Kern gibt es einige alte Gebäude, wie die Zollstation, die Kirche mit Pfarrhaus des ehemaligen Fundo El Manzano und die Ruinen des ehemaligen Bahnhofs (33° 35′ S, 70° 24′ W). Flussaufwärts am Estero El Manzano wurden die ältesten Spuren menschlicher Existenz im Cajón del Maipo gefunden, die 10.000 Jahre alt sind. Entlang dieses Flusses gibt es 20 prähistorische Ausgrabungsstätten.

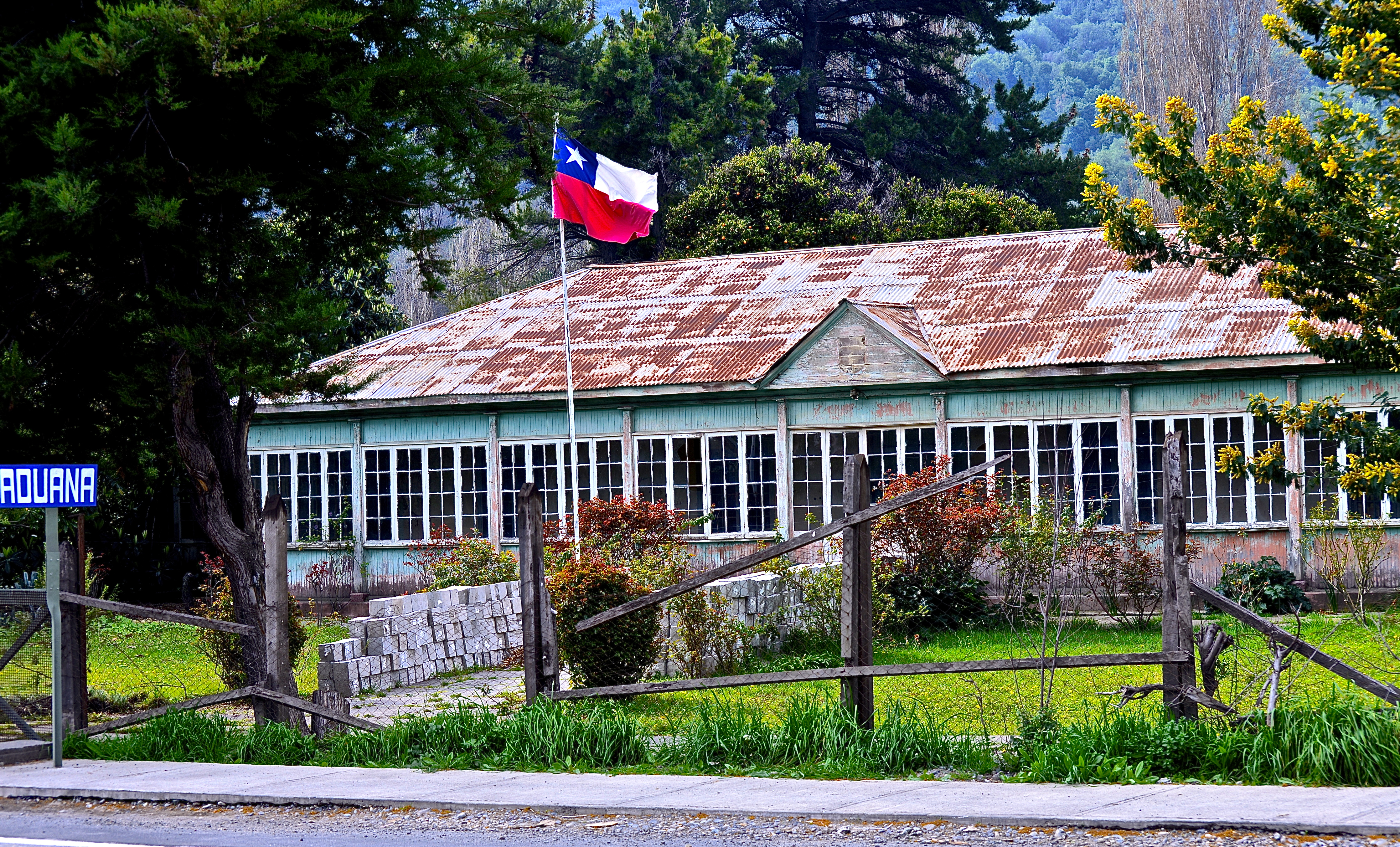
Ehemaliges Zollhaus in El Manzano. Lehmziegel-Haus, um 1830 bis 1840 als Herrenhaus des Fundo El Manzano gebaut, 1870 versteigert, seit Anfang des 20. Jahrhunderts zur Grenzabfertigung genutzt, 1973 stillgelegt.[7] (33° 35′ 12″ S, 70° 23′ 25″ W[4])
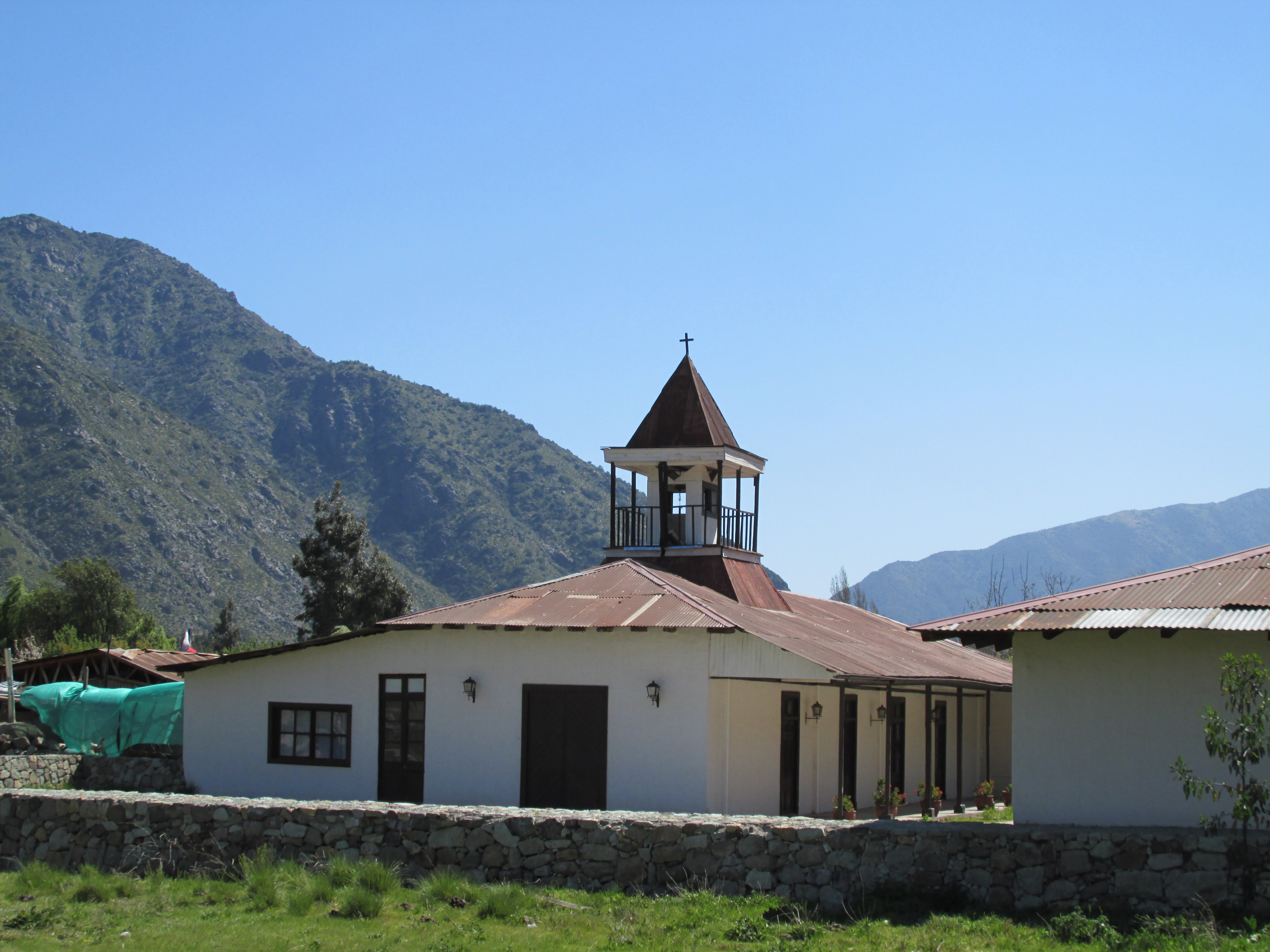
Kirche mit Pfarrhaus des ehemaligen Fundo El Manzano. Lehmziegelgebäude mit Eichenbalken-Struktur und Fußboden aus gebrannten Ziegeln.[8][9] (33° 35′ 15″ S, 70° 23′ 24″ W[4])
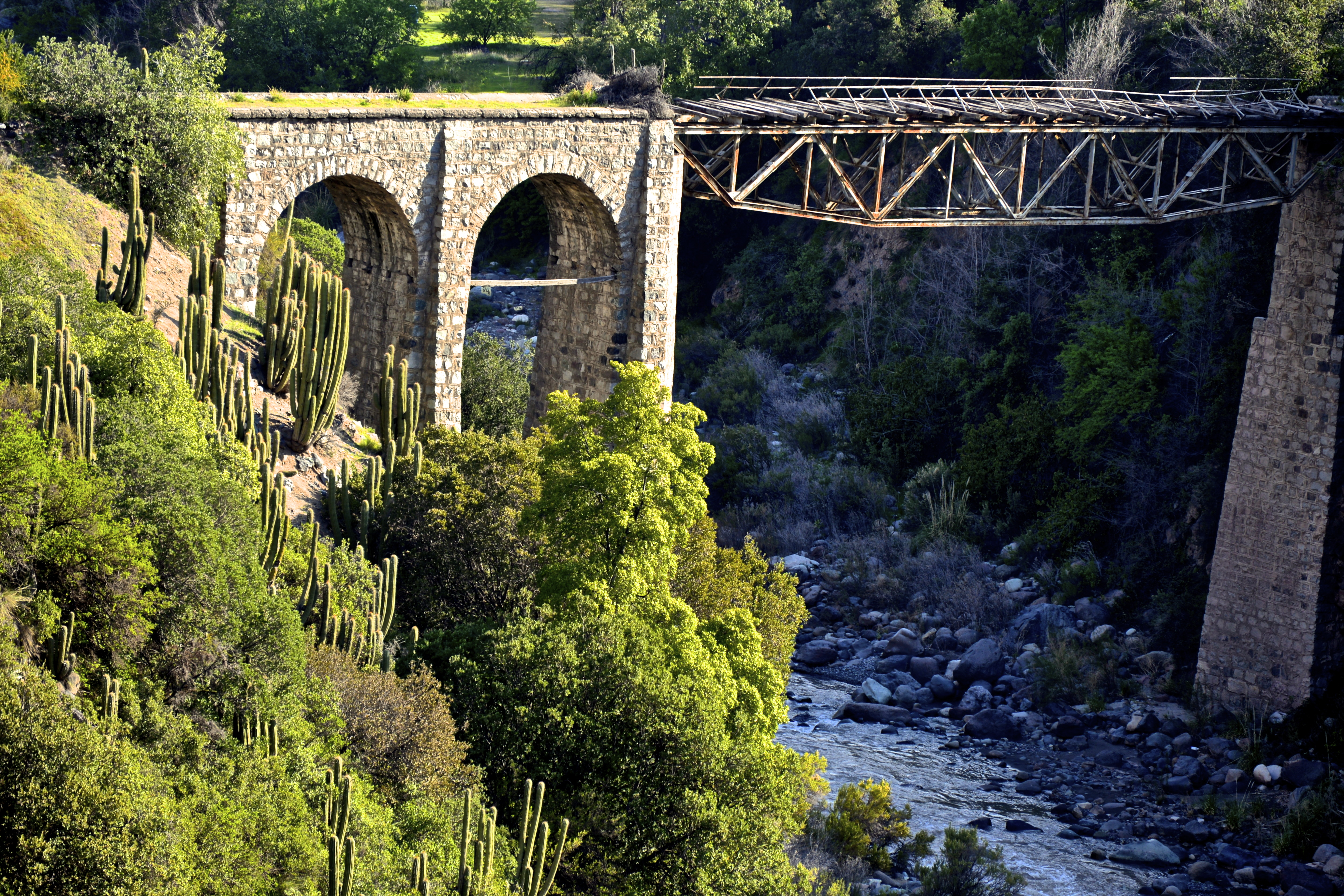
Historische Eisenbahnbrücke über den Río Colorado zwischen El Manzano und Guayacán. (33° 35′ 36″ S, 70° 22′ 14″ W[4])

#### Guayacán
Guayacán (Spanisch für: Guajak-Baum) (33° 36′ S, 70° 21′ W), 950 m über dem Meer, 950 Einwohner.

#### San José de Maipo
San José de Maipo (33° 38′ S, 70° 21′ W), 970 m über dem Meer, Kleinstadt und Verwaltungszentrum mit 5281 Einwohnern.
- Rathaus (33° 38′ 26″ S, 70° 21′ 13″ W[4]) an der Plaza de Armas.
- Ehemaliges Sanatorium Laennec (33° 38′ 29″ S, 70° 21′ 7″ W[4])
Lehmziegelhaus 1894–1896 erbaut, zunächst Hotel für Erholungsuchende, ab 1920 Sanatorium, 1926 mit Erweiterungsbau ergänzt, heute Verwaltung des kommunalen Krankenhauses.[10]
- Casa de Salud de Mujeres Carolina Doursther. (33° 38′ 38″ S, 70° 21′ 1″ W[4])
1870 erbaut als privater Erholungsort. 1911 gestiftet für die Einrichtung eines Tuberkulose-Sanatoriums, das 1919 eröffnet wurde. 1944 um ein zweites Haus erweitert, heute Teil des kommunalen Krankenhauses.[10]

#### Lagunillas
Lagunillas (Spanisch für: Tümpel; 33° 36′ S, 70° 17′ W) ist ein Skizentrum in den Bergen oberhalb von San José gelegen. In dem nur saisonal betriebenen touristischen Komplex auf 2250 m Höhe mit 47 ha Ausdehnung wurden nur drei Bewohner gezählt. Der Club Andino de Chile und die Carabineros de Chile unterhalten dort je eine Schutzhütte. Lagunillas liegt inmitten eines Naturschutzgebiets, das sich westlich von San José über 134 km² ausdehnt.

### Am Río Colorado

#### Los Maitenes
Los Maitenes (Spanisch für: Maytenus boaria-Bäume; 33° 32′ S, 70° 16′ W), 1200 m über dem Meer, 12 km nordöstlich von El Manzano, 149 Einwohner. Der Ort wurde ursprünglich als Werkssiedlung des Wasserkraftwerks Los Maitenes (1918 bis 1922 erbaut, 5 Generatoren mit insgesamt 30,8 MW (33° 31′ 51″ S, 70° 15′ 42″ W) und (33° 32′ 5″ S, 70° 15′ 20″ W)) angelegt, mit Dorfplatz, Gemischtwarenladen, Schule, Kapelle, Betriebsarzt, Werkskantine und Wohnhäusern. Die Siedlung und das Werk wurden 1987 durch eine Schlammlawine schwer beschädigt. Neben dem Ort liegt das ehemalige Herrenhaus der Hazienda Río Colorado (33° 32′ 14″ S, 70° 15′ 59″ W), heute ein Ferienzentrum der Carabineros. Die Hazienda mit einer Ausdehnung von 1175 km² gehört der chilenischen Armee und dient unter anderem als Truppenübungsplatz und Landwirtschaftsbetrieb.

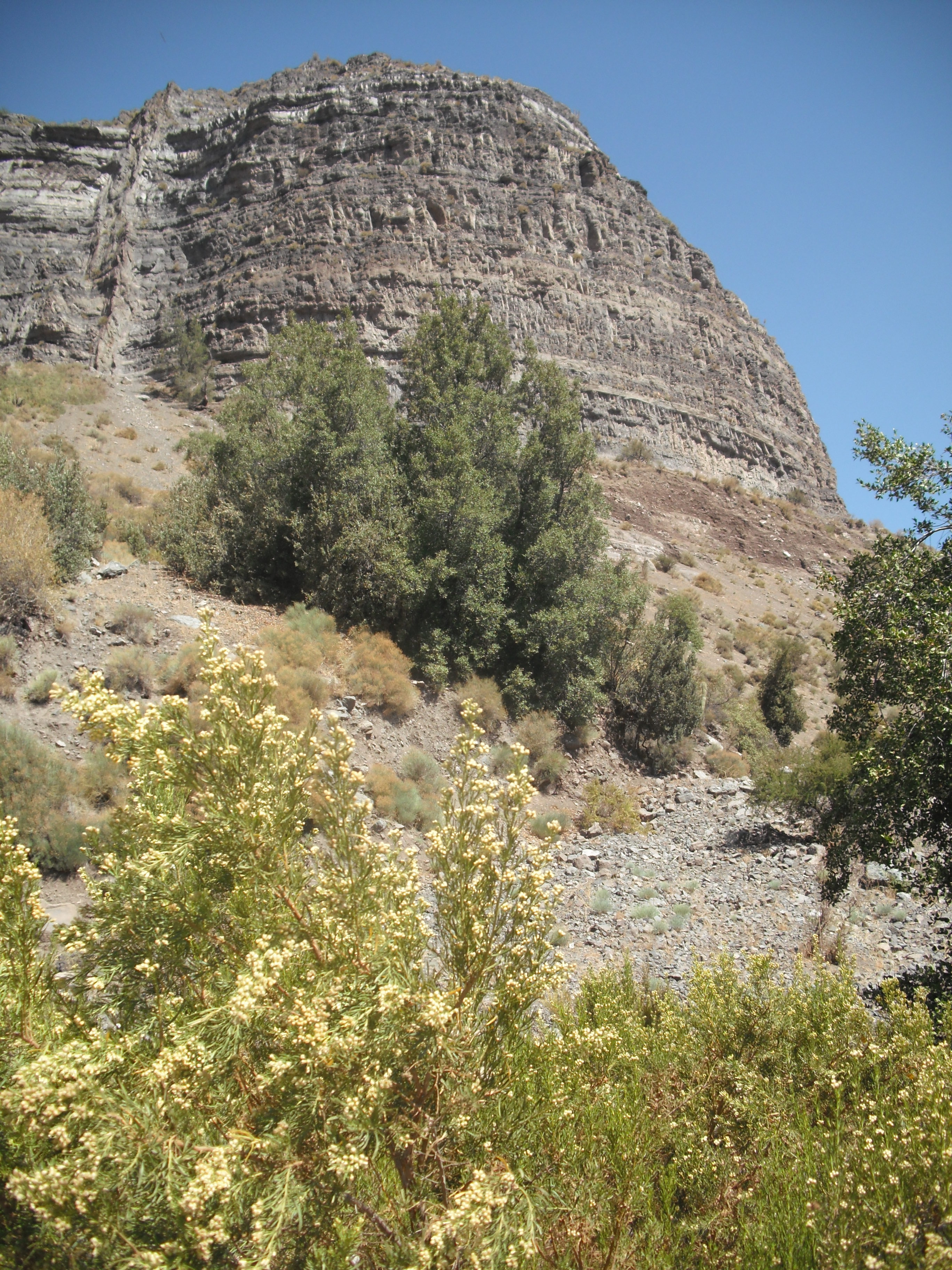
Besonders steile Wände der Colorado-Schlucht prägen hier das Landschaftsbild.
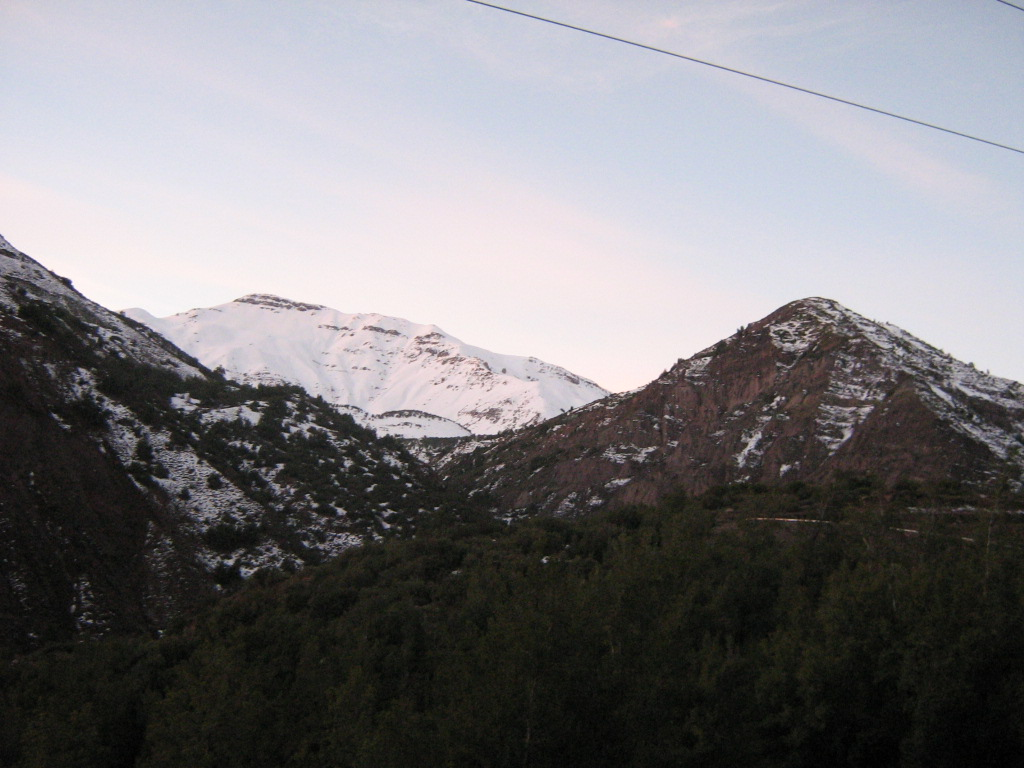
Berge bei Los Maitenes.
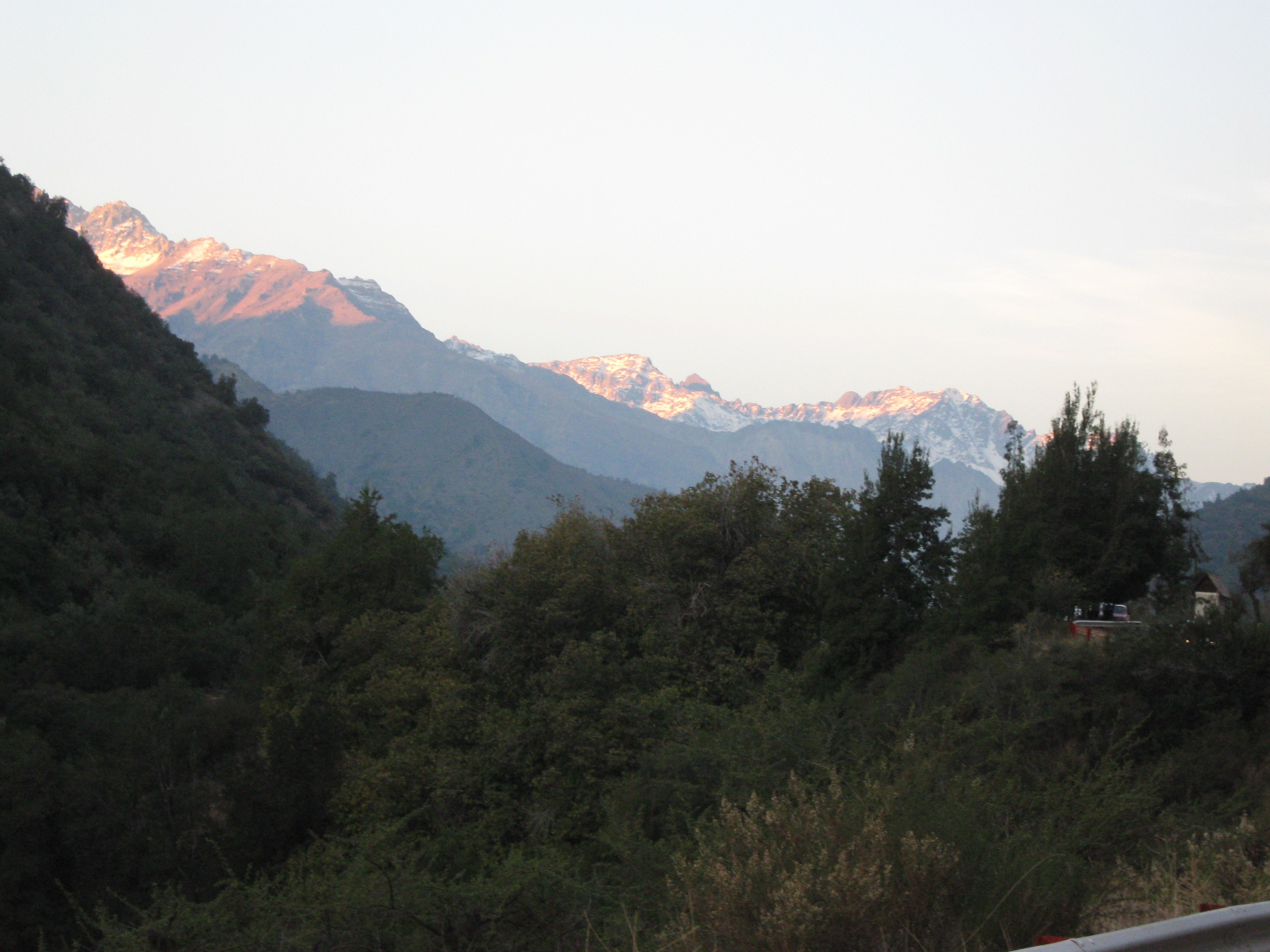
Berge bei Los Maitenes.

#### El Alfalfal
El Alfalfal (Spanisch für: Das Kleefeld) (33° 30′ S, 70° 12′ W), 1330 Meter über dem Meer, 7 km nordöstlich von Los Maitenes gelegen, ist eine Werkssiedlung mit 98 Einwohnern, die zum gleichnamigen Wasserkraftwerk (2 Generatoren, 160 MW seit 1991 in Betrieb.) gehört. Die öffentliche Straße endet dort. Der Eingang zum Werk ist die Kontrollstelle für den Zugang zur nordwestlich davon gelegenen Kordillere, die in wesentlichen Teilen im Eigentum des chilenischen Militärs steht. Mit Genehmigung des Ministeriums für Nationale Güter gelangt man von dort unter anderem zum Cajón del Olivares oder bis zum Vulkan Tupungatito. Die Fundación Sendero de Chile (Stiftung Wandern Chile) unterhält am Río Olivares eine Schutzhütte (33° 24′ S, 70° 8′ W), die als Zentrum zur logistischen Unterstützung für Aktivitäten und Notfälle in der Umgebung dient. Sechs Personen Verwaltungspersonal können dort bis zu 40 Besucher empfangen.

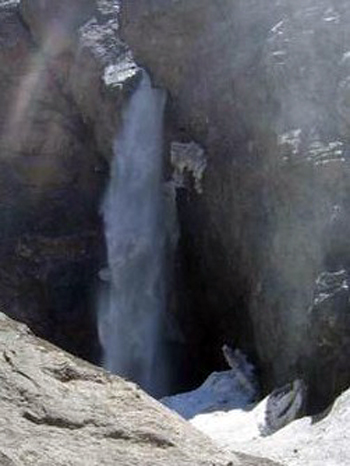
Der Río Olivares, ein Zufluss des Río Colorado, entspringt an einem spektakulären Wasserfall, der von einem Gletscher gespeist wird. Dieses Bild zeigt nur einen kleinen Teil davon. (33° 10′ S, 70° 7′ W[4])
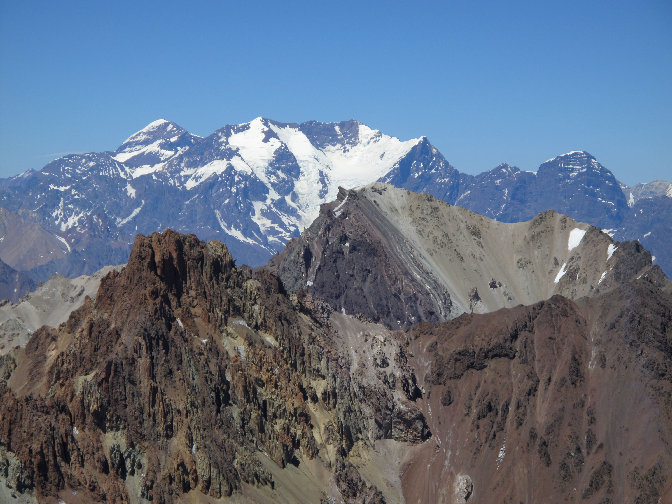
Über 50 km von Alfalfal entfernt, erreicht man durch das Tal des Río Olivares den Cerro Juncal an der nördlichen Kommunalgrenze. Dahinter liegt Argentinien.
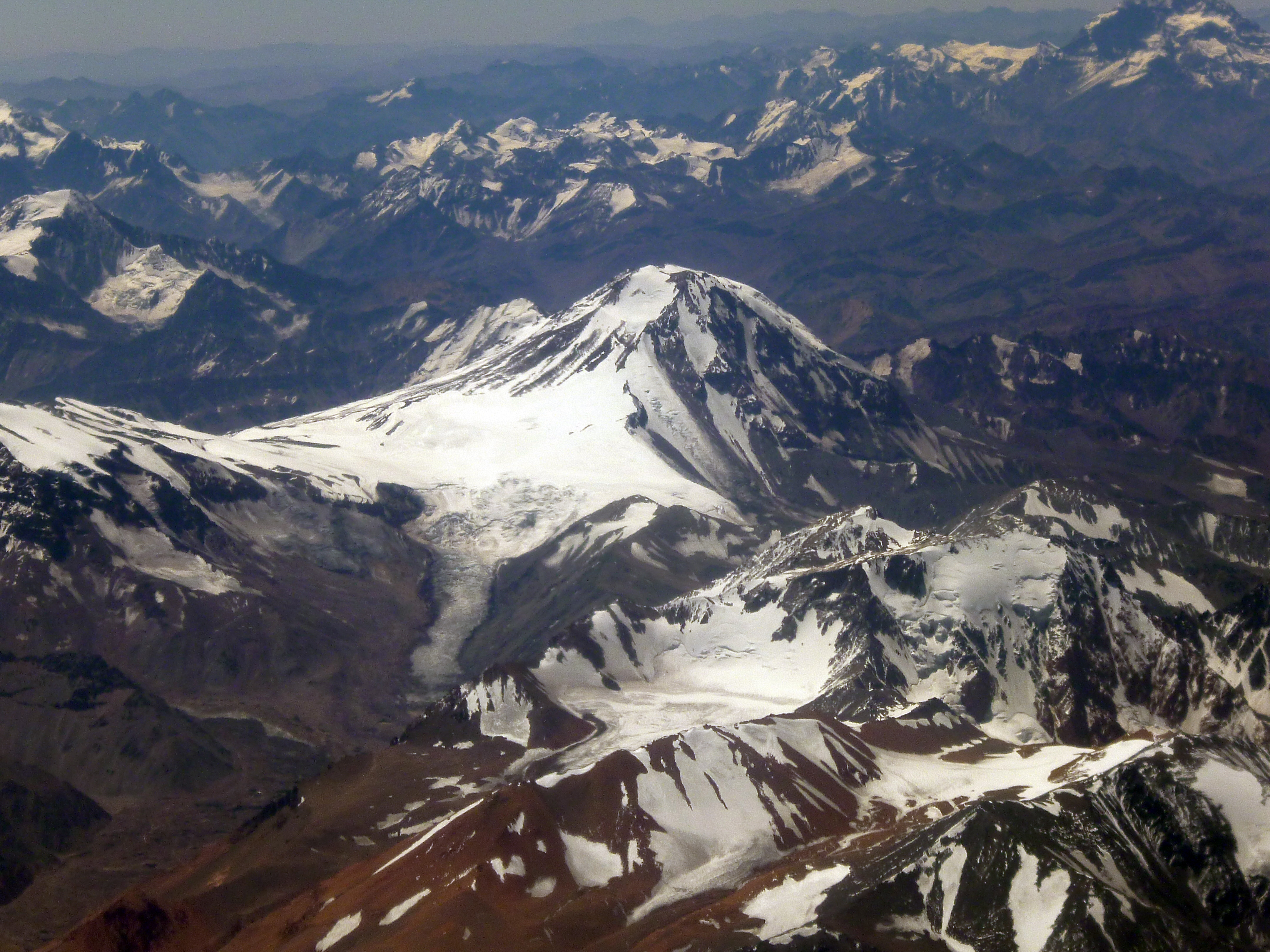
Der Tupungato-Kegel und im Vordergrund der Tupungatito-Krater sind ein aktives Vulkanzentrum. Das Wasser aus den Gletschern bildet den Río Colorado.

### Am Río Maipo von San José bis San Gabriel

#### El Toyo
El Toyo (Spanisch für: Unterholz oder Pfuhl) (33° 40′ S, 70° 21′ W), 3,5 km südlich von San José, 990 m über dem Meer, mit 141 Einwohnern, ist eines von zwei Dörfern der Kommune die am linken Maipo-Ufer liegen. Eine rustikale Hängebrücke und eine moderne Straßenbrücke verbinden den Ort mit der Hauptverkehrsader Camino al Volcán. Über den Camino El Toyo der am linken Maipo-Ufer entlang verläuft, hat man Anschluss nach Las Vertientes am Eingang des Cajón del Maipo und zur Nachbargemeinde Pirque.

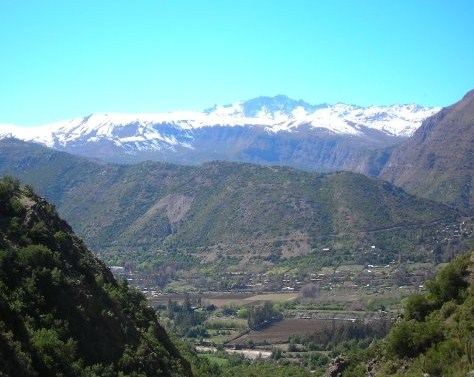
El Toyo, benannt nach dem Fundo El Toyo das sich über eine Fläche von 190 km² zwischen dem Río Maipo und der westlichen Kommunalgrenze ausdehnt.
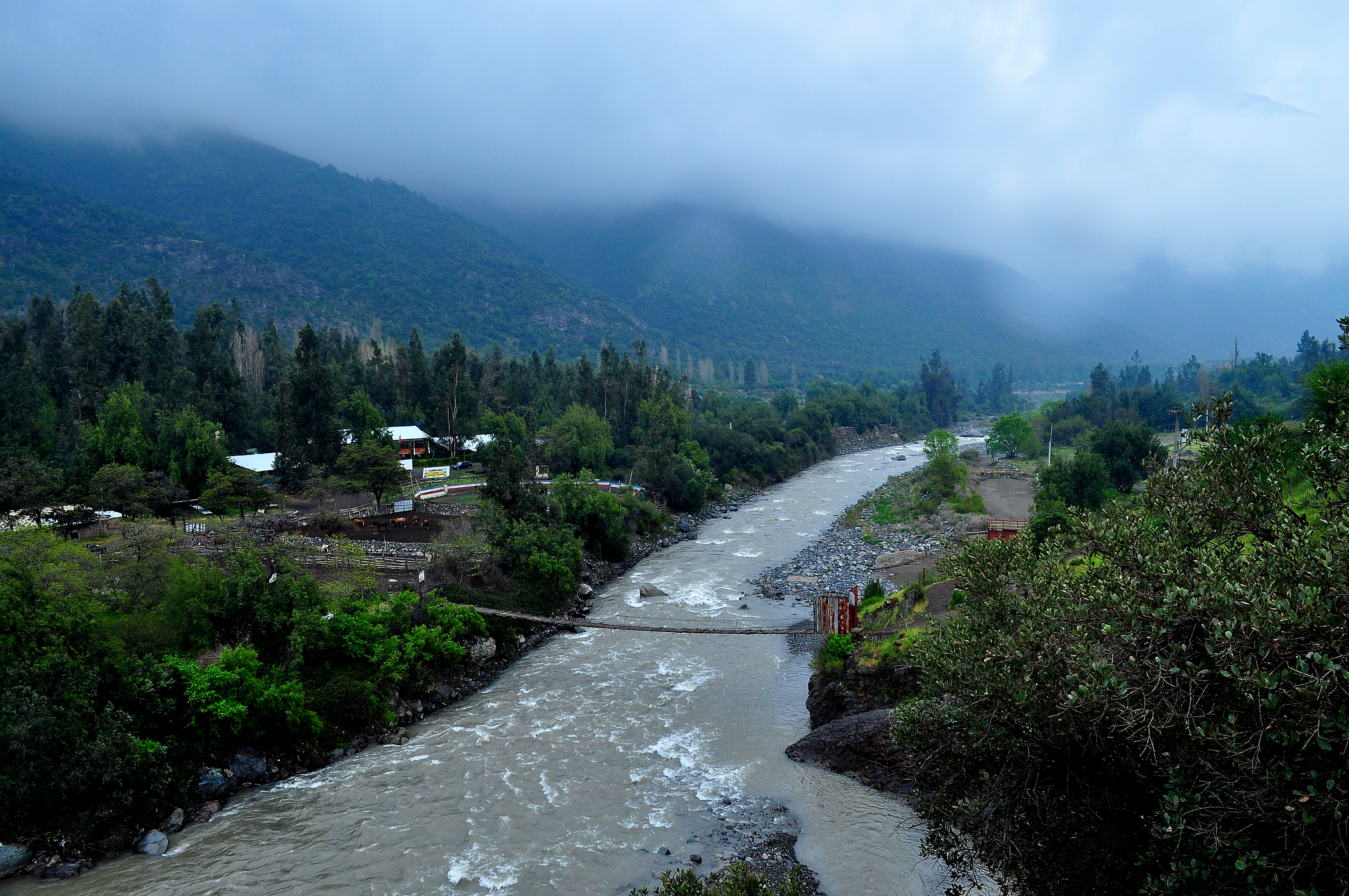
Eine Hängebrücke für unerschrockene Fußgänger in El Toyo. (33° 40′ 9″ S, 70° 20′ 57″ W[4]) Einer lokalen Sage nach hat der Erbauer der Brücke den Teufel erfolgreich herausgefordert. Der verärgerte Teufel hat dann den gegenüberliegenden Felsen getreten. So erklärt der Volksmund die versteinerten Dinosaurierfußabdrücke die sich dort finden.

#### El Melocotón
El Melocotón (Spanisch für: Der Pfirsichbaum) (33° 42′ S, 70° 20′ W), 6 km südlich von San José, 1060 m über dem Meer, mit 580 Einwohnern. Der Ort diente ursprünglich als Weideland für die Eseltreiber der Zone und entwickelte sich mit der Zeit zu einer Siedlung. Es gibt eine 1903 gebaute Kirche (33° 43′ S, 70° 20′ W) in Lehmziegel-Bauweise. 1911 erreichte die Eisenbahnlinie El Melocotón. Der historische Bahnhof wurde von Eisenbahnenthusiasten renoviert und ist für Publikum geöffnet.

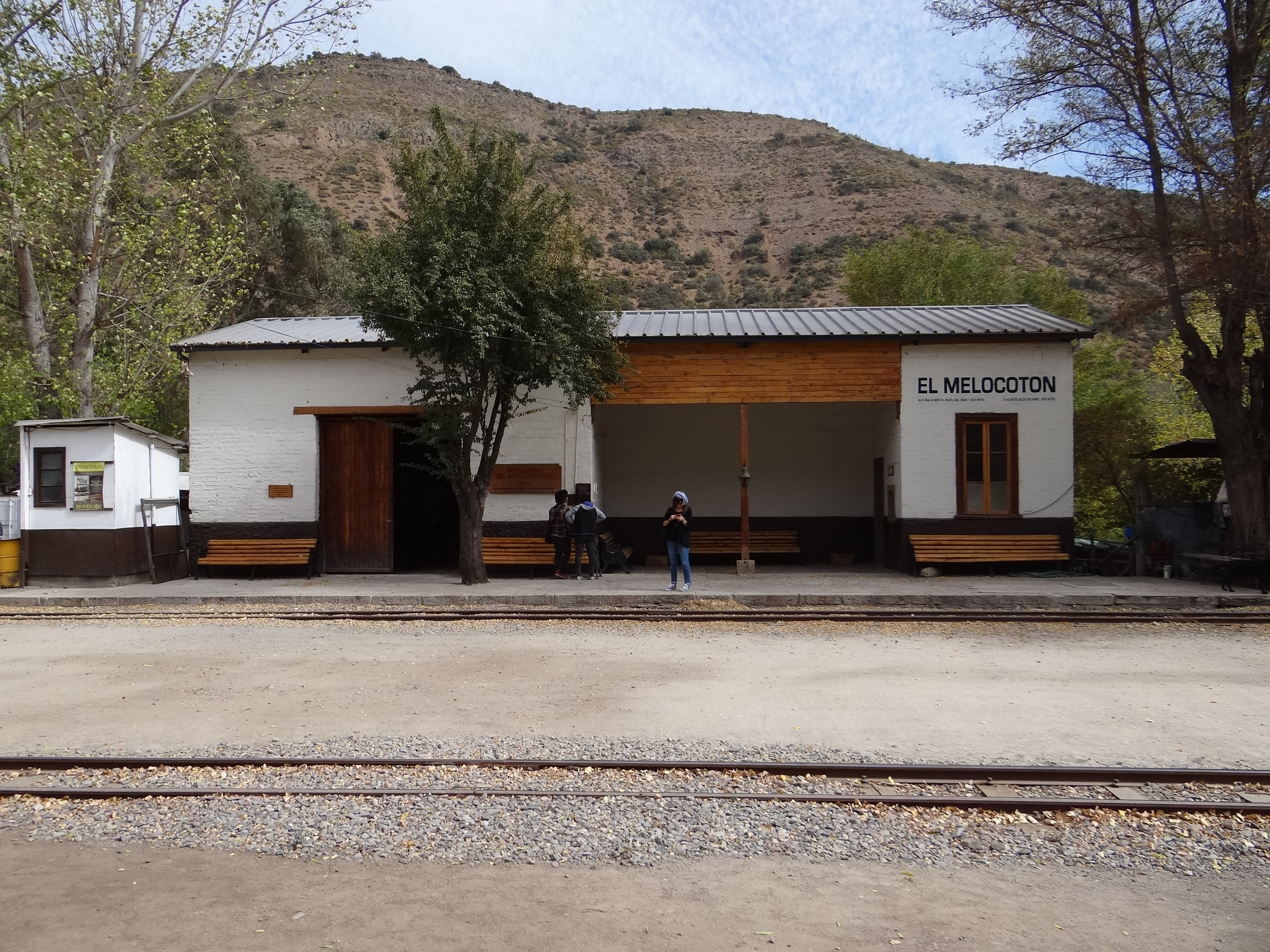
Estación El Melocotón (33° 41′ 37″ S, 70° 20′ 8″ W[4]) Heute eine Attraktion, Anfang des 20. Jahrhunderts eine wichtige Verkehrsanbindung. Die Fahrtzeit mit der Dampflokomotive ab Puente Alto betrug 45 Minuten für die 13,5 km bis El Canelo am Eingang des Cajón del Maipo, zwei Stunden für 35,8 km bis El Melocotón und dreieinhalb Stunden für 61,9 km bis zur Endhaltestelle in El Volcán.
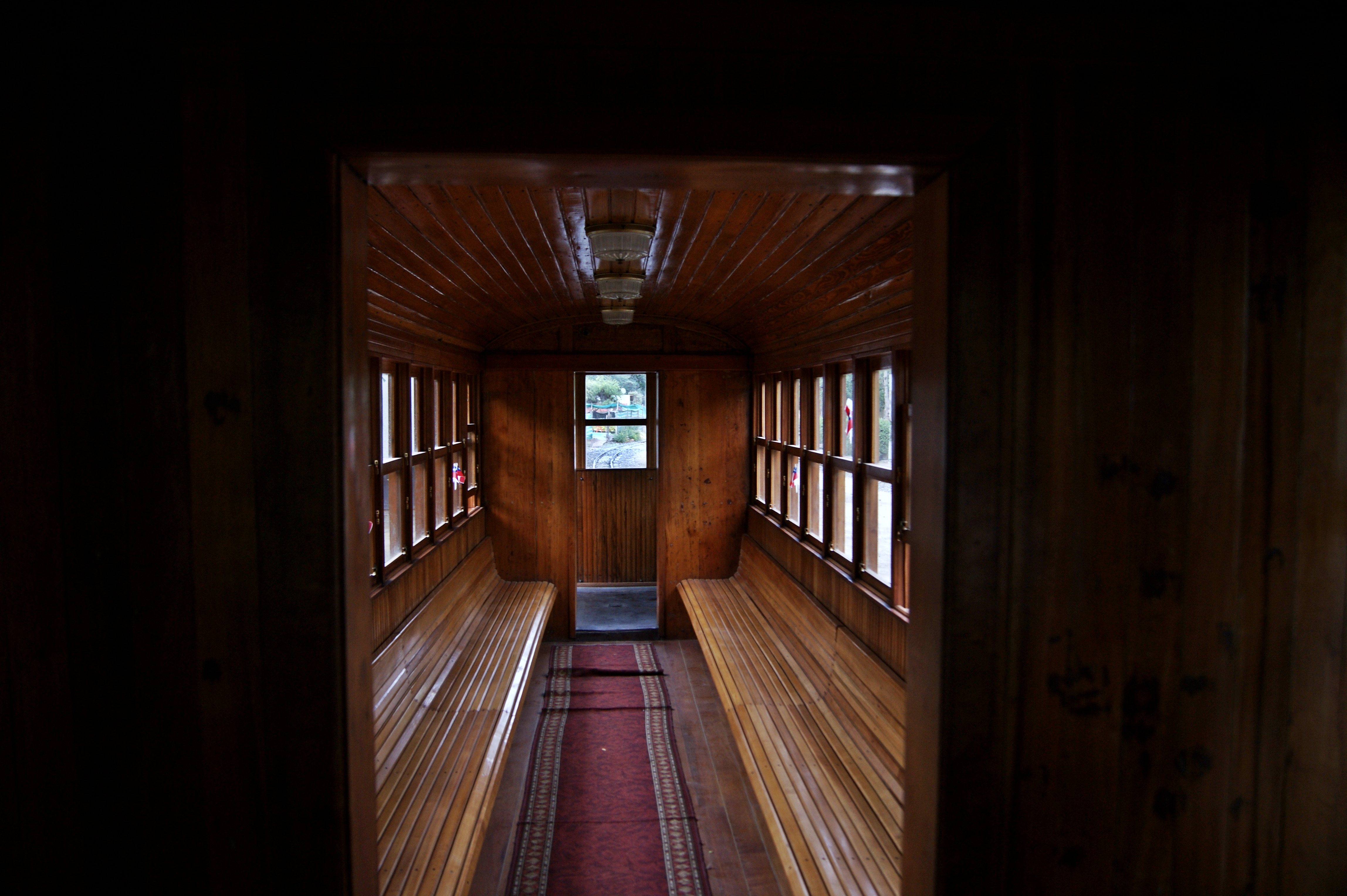
Restaurierter Passagierwagen im Bahnhof El Melocotón. In der ersten Hälfte des 20. Jahrhunderts konnten Erholungsuchende in solchen Wagen zu den acht Bahnhöfen in San José de Maipo fahren.
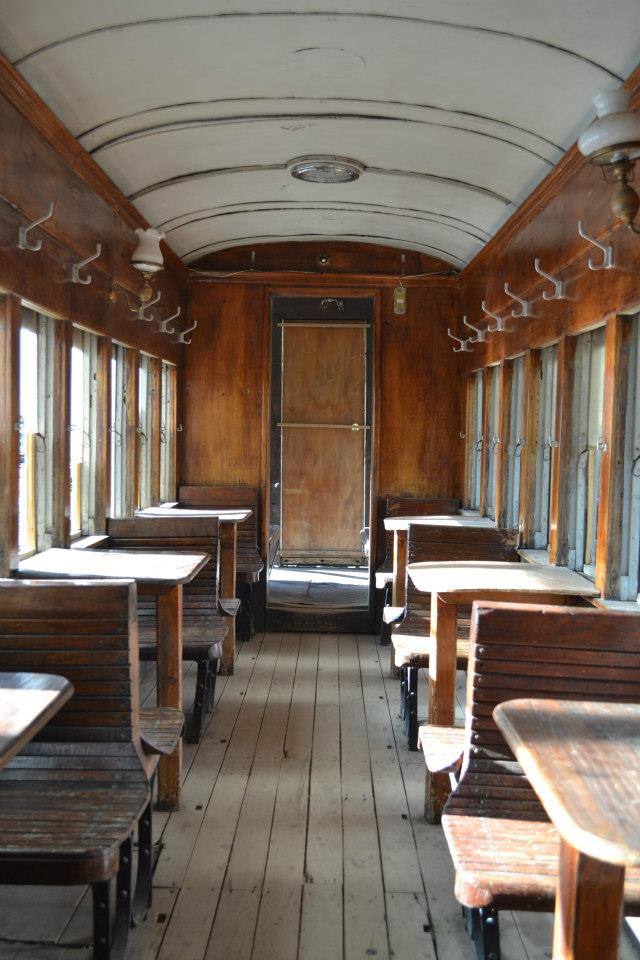
Restaurierter Passagierwagen im Bahnhof El Melocotón.

#### San Alfonso
San Alfonso (33° 44′ S, 70° 19′ W), 1129 m über dem Meer, mit 768 Einwohnern, ist traditionell ein Touristenort mit großangelegten Projekten wie z. B. Cascada de Las Ánimas (Spanisch für: Wasserfall der Seelen), ein privates Ferien- und Freizeitzentrum mit Naturpark, benannt nach einem gleichnamigen Wasserfall. In San Alfonso wird ein durchschnittlicher Verkehrsfluss von 80 Fahrzeugen pro Stunde registriert.

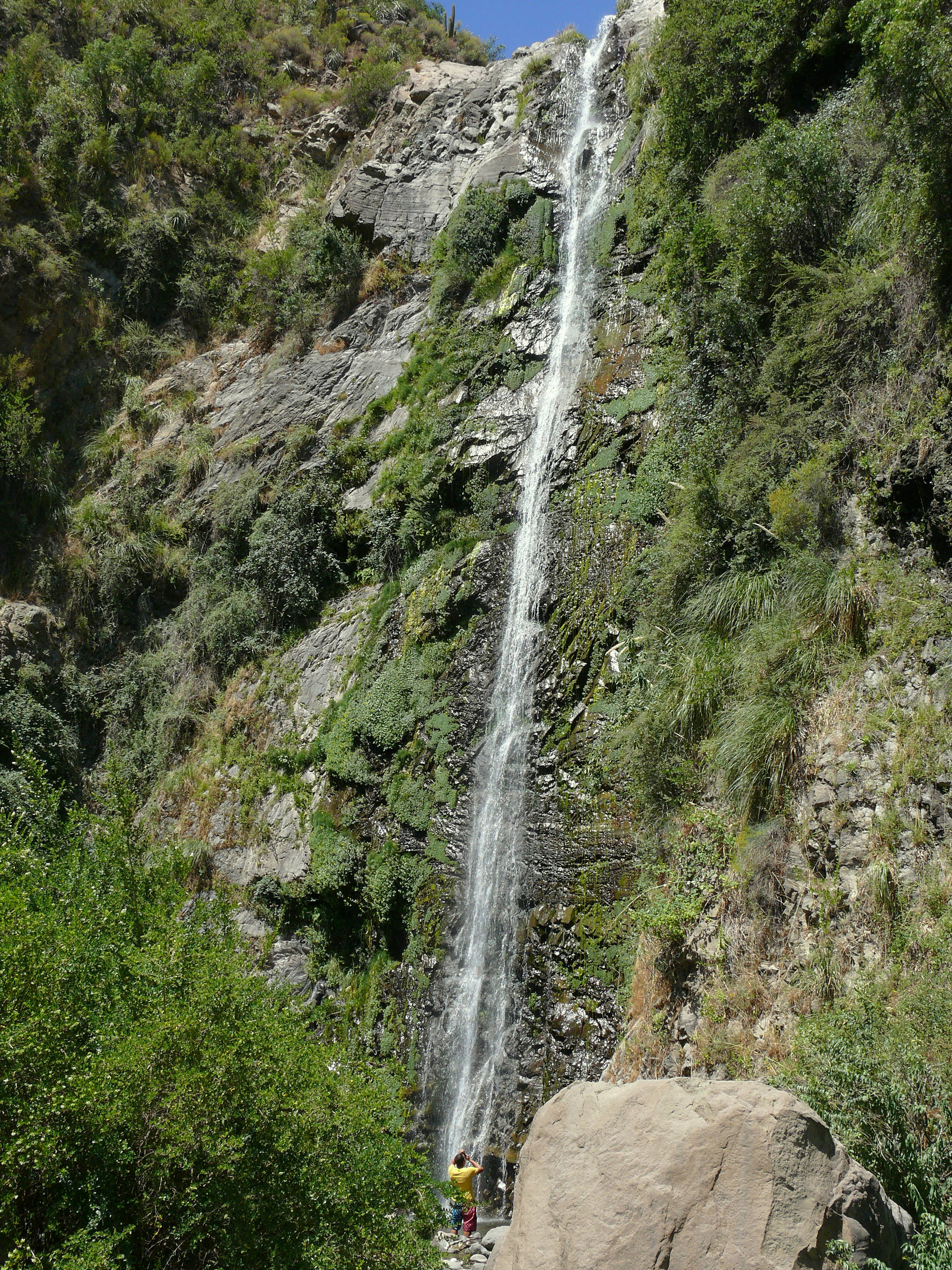
Cascada de Las Ánimas, der Wasserfall nach dem das Naturschutzgebiet benannt ist. (33° 44′ S, 70° 19′ W[4])
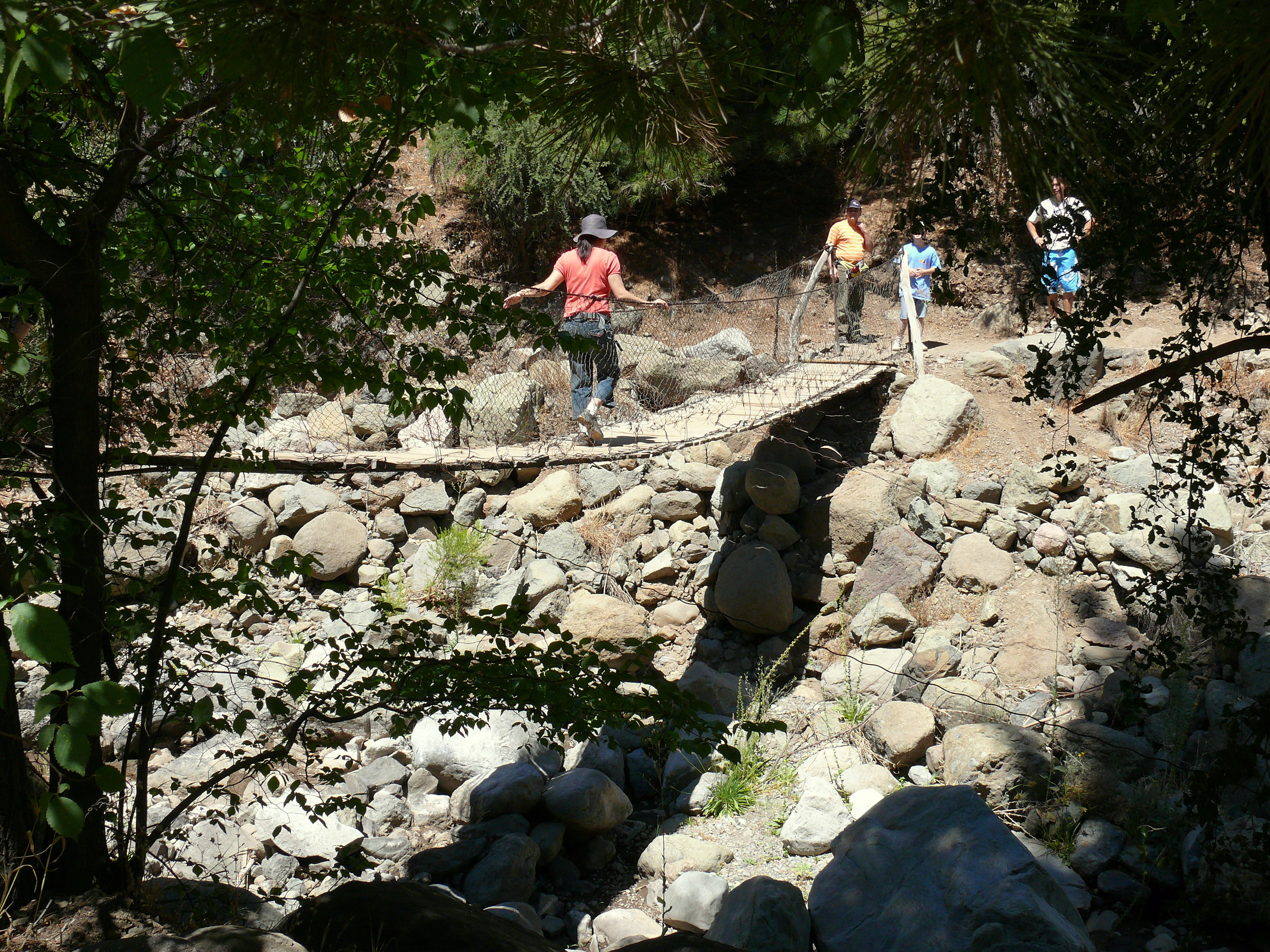
Die Umgebung von San Alfonso ist mit ausgedehnten Wanderwegen unterschiedlicher Schwierigkeitsgrade erschlossen. Touristen kommen zum Wandern, Campen und Raften.
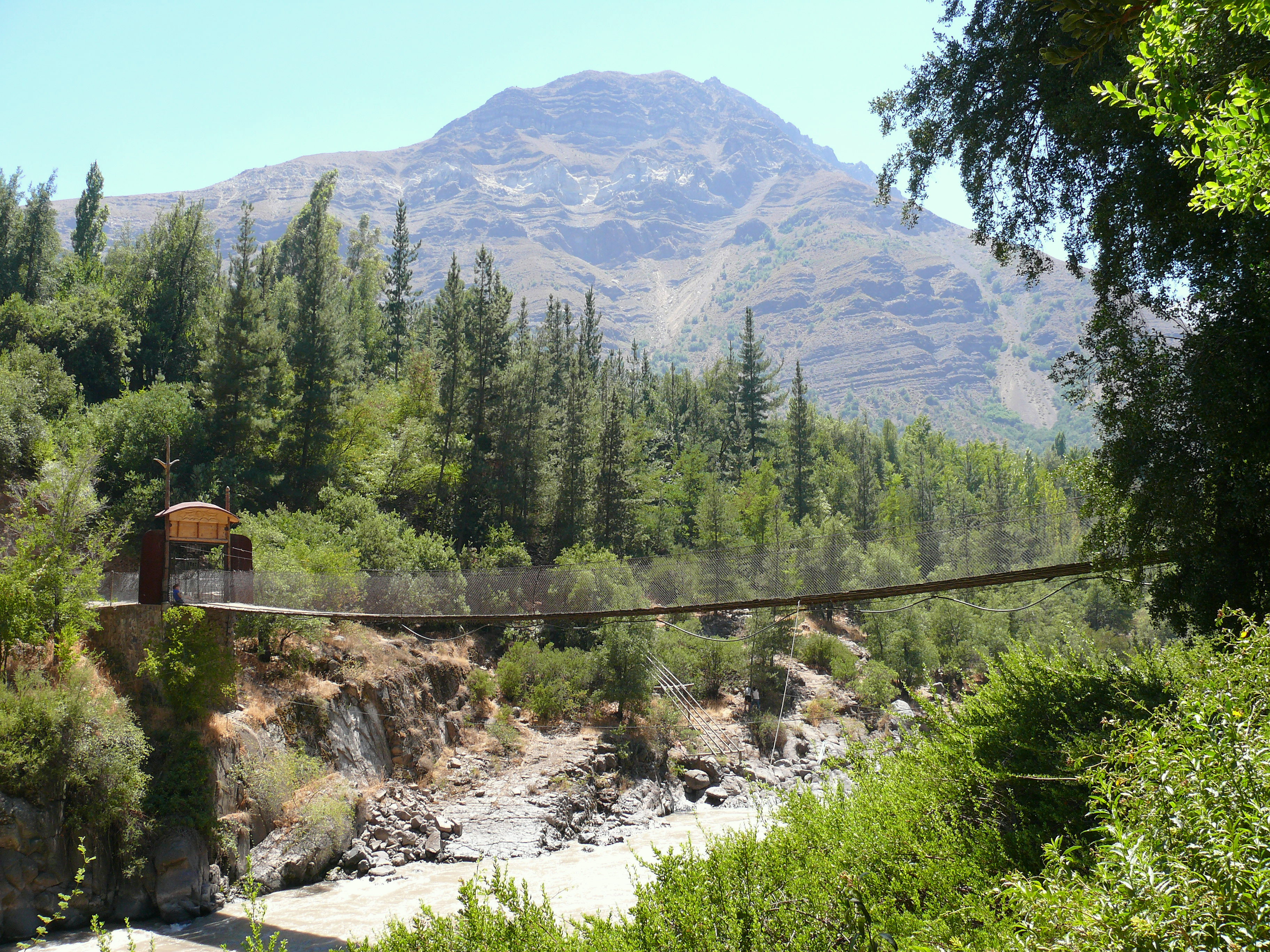
Hängebrücke für Fußgänger über den Río Maipo.

In der Nähe von San Alfonso wurde die historische Schmalspurbahnstrecke der Ferrocarril Militar de Puente Alto al Volcán durch den 430 m langen El Tinoco-Tunnel (33° 45′ S, 70° 17′ W) geführt.
Der Tunnel kürzt den Weg durch eine Felsbarriere ab, um die herum der Río Maipo in einer besonders engen Schleife, genannt Vuelta del Padre (33° 45′ S, 70° 17′ W), mit erhöhtem Gefälle fließt.

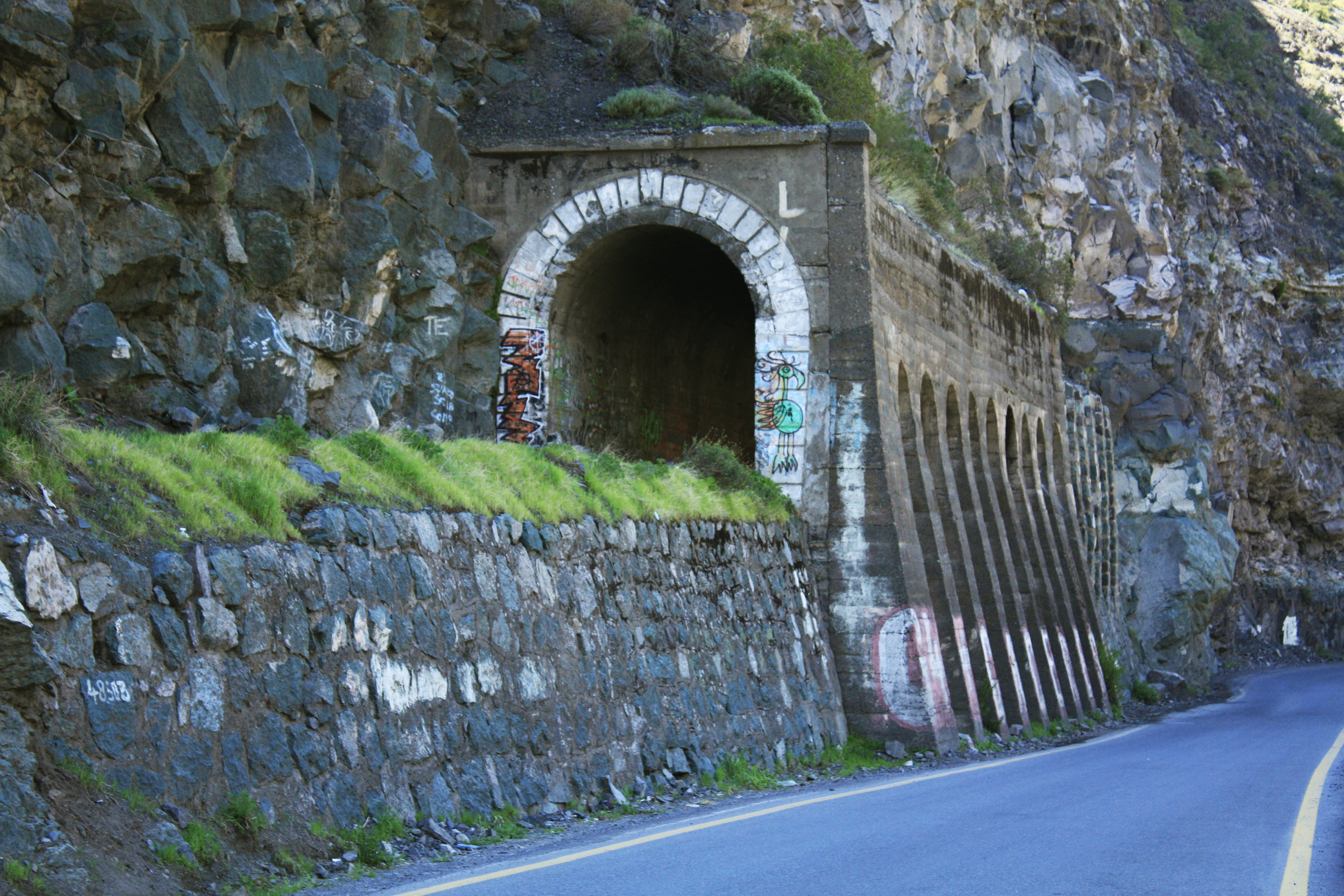
El-Tinoco-Tunnel, westliche Einfahrt.
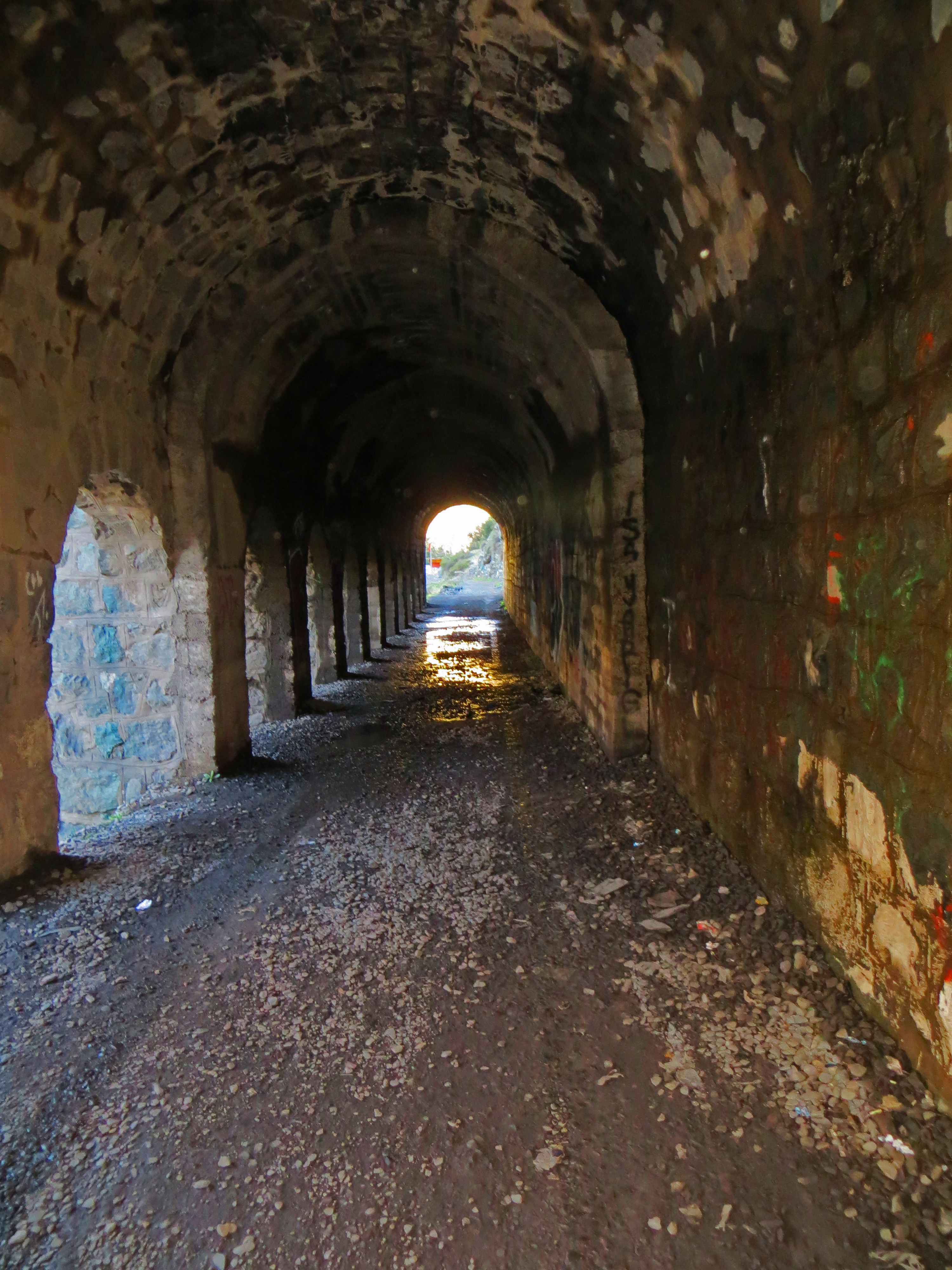
Im Innern der westlichen Tunneleinfahrt.
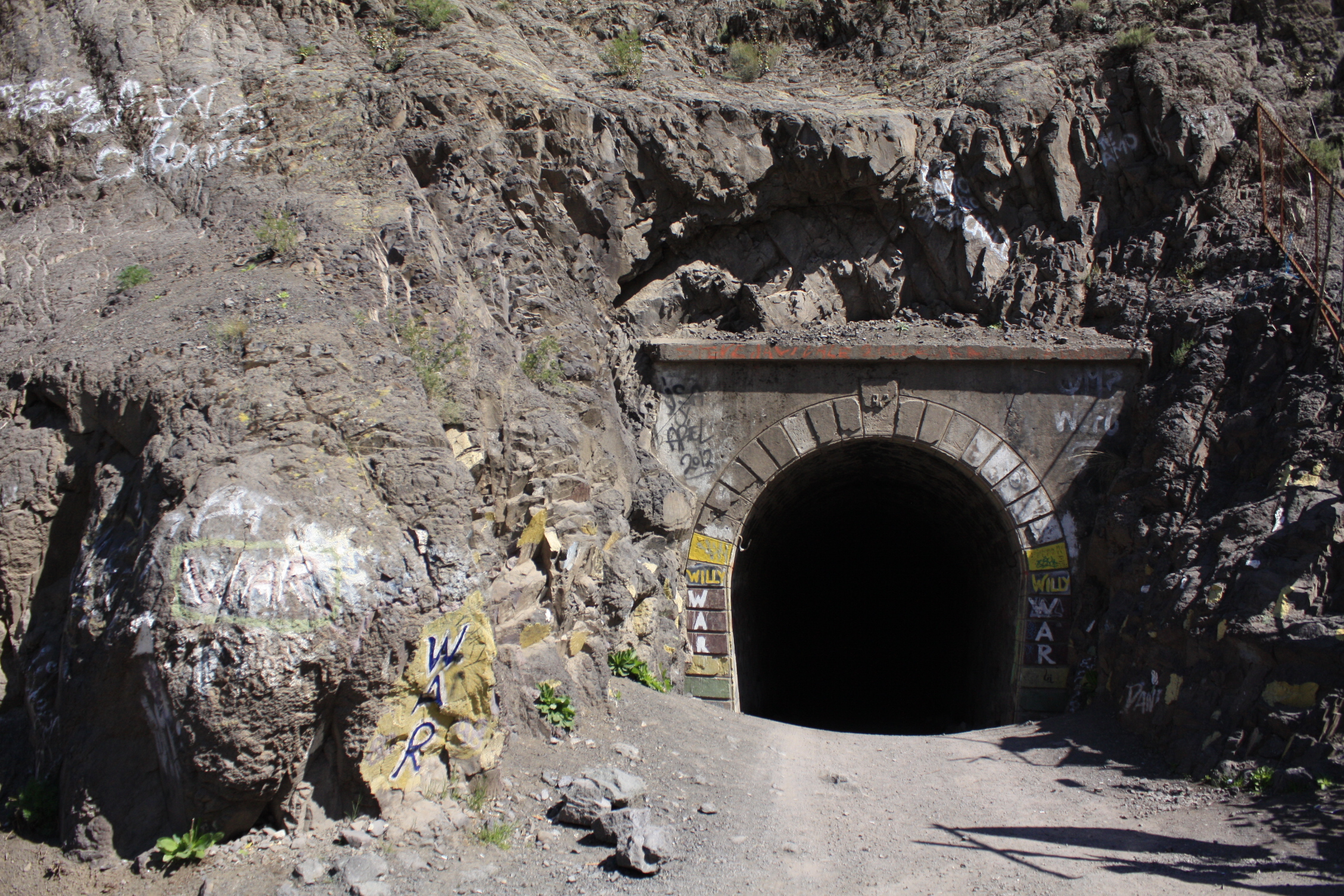
El-Tinoco-Tunnel, östliche Einfahrt.

#### El Ingenio
El Ingenio (Spanisch für: Der Einfallsreichtum) (33° 46′ S, 70° 17′ W) ist ein Erholungsort am linken Maipo-Ufer, der 1950 aus einer Parzellierung entstand.
Weitere Siedlungen am rechten Maipo-Ufer bei El Ingenio sind:
- El Boyenar (auch El Bollenar; spanisch für: Bollén-Baum-Feld) (33° 45′ S, 70° 17′ W[4]) ist eine Ortschaft in der 58[25] Familien leben.
- El Almendro (Spanisch für: Der Mandelbaum)[3] 33° 46′ S, 70° 16′ W[26][4], 1120 m über dem Meer, ca. 4 km nordwestlich von San Gabriel gegenüber El Ingenio.

#### San Gabriel
San Gabriel (33° 47′ S, 70° 14′ W) in 1260 m Höhe, an der Mündung des Río Yeso in den Río Maipo gelegen ist ein kommunales Subzentrum mit dem Charakter einer Enklave an der Grenze. Dort endet der asphaltierte Teil des Camino al Volcán und es gibt eine Polizeistation, mit der der Zugang in die weitere Kordillere kontrolliert wird. Im Innenhof der Polizeistation gibt es einen Trigonometrischen Punkt, der für die Kartografierung der Region dient. Es gibt ein Internat, in dem die Schüler aus den verstreuten Siedlungen der Kommune aufgenommen werden.
San Gabriel gehörte zum Siedlungsgebiet der Chiquillane, ein Nomadenvolk in der Zentral-Andenregion, das hier einen indigenen Friedhof hinterlassen hat. Das heutige Dorf bildete sich um den Bahnhof herum.